# Transformador (Anglès)
El transformador és un edifici d'Anglès inclòs a l'Inventari del Patrimoni Arquitectònic de Catalunya.

## Descripció
Es tracta d'una estructura de planta quadrada que té com a matèria primera el rajol i que acaba desembocant en una torre cantonera.
Tal com s'observa a simple vista, sembla estar adscrita als postulats estètico-formals del lèxic modernista. Així ho acrediten des de l'ús de columnes amb fusts molt prims i els capitells amb decoració vegetal, passant per l'àmplia proliferació de formes ondulades present sobretot en les arcuacions fins a arribar a la gran presència d'ornamentació de tall vegetal tant als capitells, com als basaments de les columnes com a les mènsules.
La torre està oberta per tres dels costats, cosa que provoca que funcioni com una espècie de porxo sustentat per quatre columnes per costat, que sostenten tres arcs de mig punt.
Un dels costats és cec i està tapat, però immediat a ell hi ha adossada una galeria composta per quatre arcades d'arc carpanell rebaixat.

## Història
Aquesta torre no va ser programada com a mirador sinó que la seva tasca principal era servir de transformador elèctric. Una tasca que mai va arribar a desenvolupar com a tal en la pràctica, ja que el projecte es va quedar a mitges.
Actualment forma part dels patis posteriors d'una de les cases que donen a la plaça de la Vila. Està en un estat de conservació bastant dolent, tot ple de bardisses i amb molta humitat.